# Der unsichtbare Zoo
Der unsichtbare Zoo ist ein Dokumentarfilm von Romuald Karmakar aus dem Jahre 2024.

## Handlung
Der Film zeigt das Leben, die Tiere, die Arbeit und die Besucher im Zoo Zürich. Die vier Jahreszeiten, beginnend mit dem Herbst, strukturieren den Film. Das fünfte Kapitel zeigt den Zoo in der Coronazeit.
Die Institution Zoo wird aus drei unterschiedlichen Perspektiven gezeigt. Die erste Perspektive zeigt den Zoo, wie er von den Besuchern wahrgenommen wird. Die „inszenierten“ Lebensräume werden meist in der Totalen gezeigt. In einer zweiten Perspektive wird die Arbeit in den Ställen, in Leitungsitzungen und Büros gezeigt. Die Tiere sind meist in der Nahaufnahme zu sehen. Beide Perspektiven machen das Leben hinter der Kulisse sichtbar. Der Film verzichtet auf Erklärung. Veränderungen wie der Bau der Savannenlandschaft „Lewa Savanne“ erschliessen sich über den langen Zeitraum der Dokumentation.
Indem Romuald Karmakar die unterschiedlichen Perspektiven kommentarlos nebeneinander stellt und so Mehrdeutigkeit zulässt, stellt er sich bewusst „gegen die Vereindeutigung der Welt.“

## Veröffentlichung
Die Uraufführung fand am 19. Februar 2024 auf der Berlinale 2024 statt.

## Auszeichnungen
Preis der deutschen Filmkritik 2025
- Nominierung als Bester Dokumentarfilm[5]
- Gewinner als Bester Dokumentarfilm[5]